# Byczynica
Byczynica – przysiółek wsi Steblów w Polsce, położony w województwie opolskim, w powiecie kędzierzyńsko-kozielskim, w gminie Cisek.
W latach 1975–1998 przysiółek należał administracyjnie do ówczesnego województwa opolskiego.
W końcu XVIII w., gdy należała do ówczesnego landrata von Schippa, zamieszkiwały ją 152 osoby i było tam aż 17 gospodarstw kmiecych, a także 3 gospodarstwa zagrodnicze. Można z tego wnioskować, że była to stosunkowo bogata wieś ze zdecydowaną przewagą dużych obszarowo gospodarstw chłopskich.
Od pocz. XIX w. na wizerunku pieczęci gminnej  na ozdobnym kartuszu pień drzewa, wyrastają z niego trzy kwiaty, po obu stronach pnia wbity szpadel.
W połowie XIX w. należała do pani von Ratschek, a władzę sądową sprawowano ze Steblowa. We wsi znajdował się folwark, były tam też 23 domy mieszkalne, a liczba mieszkańców wynosiła 160 osób, wszyscy wyznania katolickiego. Pod względem parafialnym miejscowość należała do Zakrzowa i tak pozostało do dziś..
W XIX w. do miejscowości tej należał jeszcze folwark Brzosowa.